# Gideon von der Lühe
Gideon von der Lühe (født 3. september 1704 i Rostock, død 7. februar 1755 i Aabenraa) var en dansk amtmand over Vordingborg og Tryggevælde Amter og kammerherre.
Han var født 1704 som søn af Dietrich Otto von der Lühe fra Dambeck og blev 18. marts 1749 gift med Margrethe Hedevig von Lützow (1727 i Kolding – 7. november 1790, gift 2. gang med Joachim Ehrenreich von Behr). Han var fader til Frederik Carl Emil von der Lühe. Han var desuden Ridder af Dannebrog. Gideon von der Lühe døde 1755.